# Dubrawino (Kaliningrad)
Dubrawino (russisch Дубравино, deutsch Palentienen, 1938 bis 1945 Palen, litauisch Palentynai) ist ein Ort in der russischen Oblast Kaliningrad. Er gehört zur kommunalen Selbstverwaltungseinheit Stadtkreis Neman im Rajon Neman.

## Geographische Lage
Der kleine Ort Dubrawino liegt an der Regionalstraße 27A-033 (ex A198) und ist von der Kreisstadt Neman (Ragnit) fünf Kilometer entfernt. Die nächste Bahnstation war Krasnoje Selo (Klapaten, 1938 bis 1946 Angerwiese) an der nicht mehr für Personenverkehr betriebenen Bahnstrecke Tilsit–Stallupönen (russisch: Sowetsk–Nesterow).

## Geschichte
Das einst Palentienen genannte Dorf hatte vor 1945 aufgrund seines Gutes und einer Ziegelei überregionale Bedeutung. Zwischen 1874 und 1945 war der Ort in den Amtsbezirk Titschken (ab 1939 „Amtsbezirk Tischken“) eingegliedert, der bis 1922 zum Kreis Ragnit, danach zum Landkreis Tilsit-Ragnit im Regierungsbezirk Gumbinnen der preußischen Provinz Ostpreußen gehörte.
Am 3. Juni – amtlich bestätigt am 16. Juli – im Jahre 1938 erhielt Palentienen den aus politisch-ideologischen Gründen veränderten Namen „Palen“ und wurde 1945 in Kriegsfolge mit dem nördlichen Ostpreußen der Sowjetunion zugeordnet.
Im Jahr 1950 erhielt der Ort die russische Bezeichnung „Dubrawino“ und wurde gleichzeitig in den Dorfsowjet Bolschesselski selski Sowet im Rajon Sowetsk eingeordnet. Von 2008 bis 2016 gehörte Dubrawino zur städtischen Gemeinde Nemanskoje gorodskoje posselenije und seither zum Stadtkreis Neman.

### Einwohnerentwicklung
| Jahr | Einwohner |
| ---- | --------- |
| 1910 | 59        |
| 1933 | 67        |
| 1939 | 74        |
| 2002 | 22        |
| 2010 | 9         |

## Kirche
Aufgrund seiner fast ausnahmslos evangelischen Bevölkerung war Palentienen resp. Palen bis 1945 in das Kirchspiel der Kirche Ragnit eingepfarrt. Sie gehörte zur Diözese Ragnit im Kirchenkreis Tilsit-Ragnit innerhalb der Kirchenprovinz Ostpreußen der Kirche der Altpreußischen Union. Heute liegt Dubrawino im Einzugsbereich der neu entstandenen evangelisch-lutherischen Gemeinde in Sabrodino. Sie ist Teil der Propstei Kaliningrad (Königsberg) der Evangelisch-lutherischen Kirche Europäisches Russland.